# 漳南灌区
漳南灌区是中国河南省安阳市的一个灌区，其水源为漳河。灌区设计面积80万亩，实际面积为60.9万亩，进水闸设计流量为100立方米每秒。